# Dysgonia sinica
Dysgonia sinica là một loài bướm đêm trong họ Erebidae.